# Aleksander Henryk Szychowski
Aleksander Henryk Szychowski, poljski general, * 25. september 1890, Piotrków Trybunalski, † 25. maj 1970, Szczecin.